# ديتريش فون هيلدبراند
ديتريش فون هيلدبراند (بالألمانية: Dietrich von Hildebrand)‏ هو فيلسوف وكاتب ألماني، ولد في 12 أكتوبر 1889 في فلورنسا في إيطاليا، وتوفي في 26 يناير 1977 في نيو روتشيل في الولايات المتحدة.